# Виланова Монферато
Вилано̀ва Монфера̀то (на италиански: Villanova Monferrato; на пиемонтски: Vilaneuva ant el Monfrà, Виланеува ант ъл Монфъра) е село и община в Северна Италия, провинция Алесандрия, регион Пиемонт. Разположено е на 111 m надморска височина. Населението на общината е 1861 души (към 2010 г.).